# 四氧化碳
四氧化碳是一种极不稳定的碳的氧化物，分子式为CO
4。它被认为是在高温下二氧化碳(CO
2)和氧(O
2)发生交换反应的活性中间体。其中1个碳原子与3个氧原子形成一个四元环，另一个氧原子与碳原子形成碳氧双键。